# Костёл Святого Станислава (Бяржорас)
Костёл Святого епископа Станислава в деревне Бяржорас Плунгеского района — римско-католический храм, относящийся к Тельшяйской епархии. Входит в комплекс, состоящий из храма, колокольни и 14 часовен Крестного пути. Опоясанное стеной кладбище церковного двора — одно из старейших в Литве. В 1992 году комплекс храма, колокольни и часовни признан охраняемым государством объектом культурного наследия; код комплекса в Регистре культурных ценностей Литовской Республики 1545; код костёла — 26954, колокольни — 26955, часовни — 26956.

## История

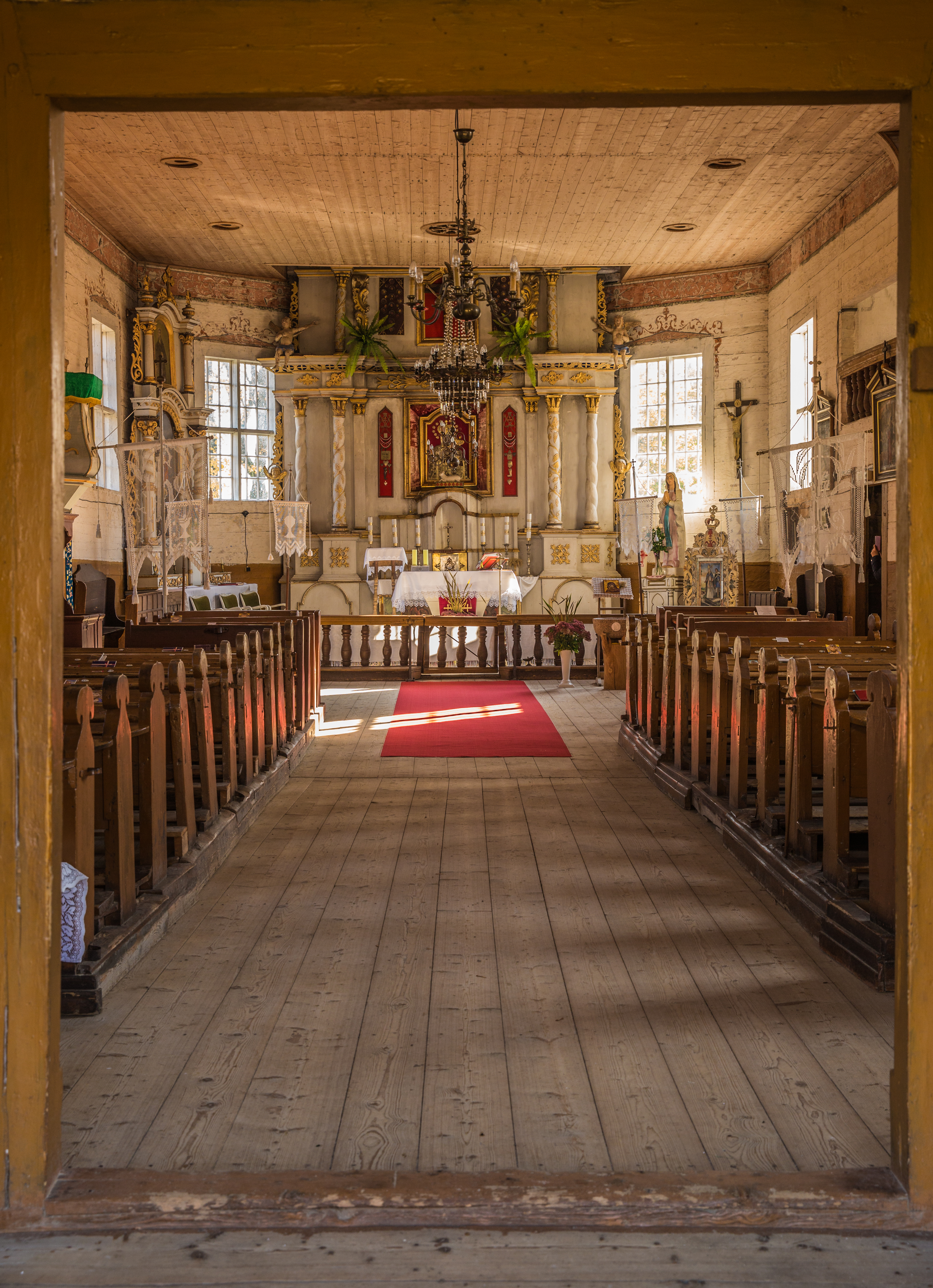
Интерьер храма

Рассказывают, что на месте храма некий пастух увидел на вершине дерева икону Пресвятой Девы Марии. Священники сняли её и отвезли в Плательский костёл, но икона исчезла и была обнаружена на том же дереве. Легенда гласит, что в итоге было решено возвести здесь новый храм и поместить икону в нём.
Первое здание комплекса появилось не позднее XVIII века, хотя точная дата неизвестна. Это была деревянная часовня Святого Яна Непомуцкого. Со временем она перестала вмещать всех прихожан, поэтому в 1746 году был возведён более просторный храм, названный в честь святого Станислава.
Деревянный храм сохраняет черты и крестообразные формы народной архитектуры. Костёл является редким в Литве примером деревянного церковного зодчества: он сложен из брёвен, обработанных только топором, без применения пилы. Главный из четырёх его алтарей выдержан в стиле барокко.
У отдельно стоящей колокольни два колокола.

## Бяржорская кальвария
Действующая с 1760 году Бяржорская кальвария — единственный символизирующий Крестный путь архитектурный ансамбль, возвёденный в Литве в XVIII веке. Учредил её настоятель Плательского прихода Юозапас Вайткявичюс. 14 часовен соответствуют 14 традиционным стояниям (остановкам) Крестного пути. В начале 1960-х годов бяржорские часовни Крестного пути были разрушены, восстановлены после обретения Литвой независимости.

## Галерея

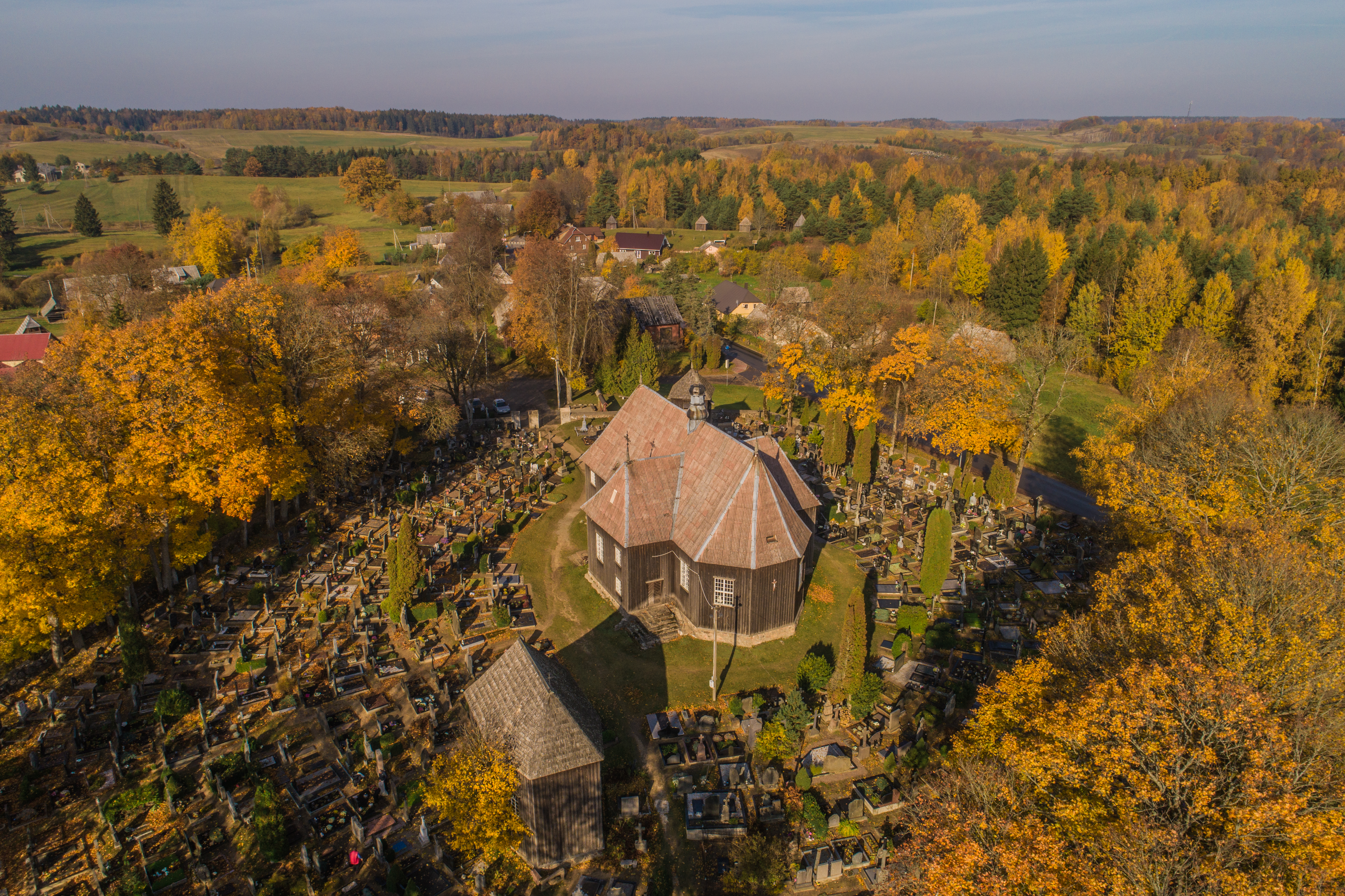
Храм и кладбище
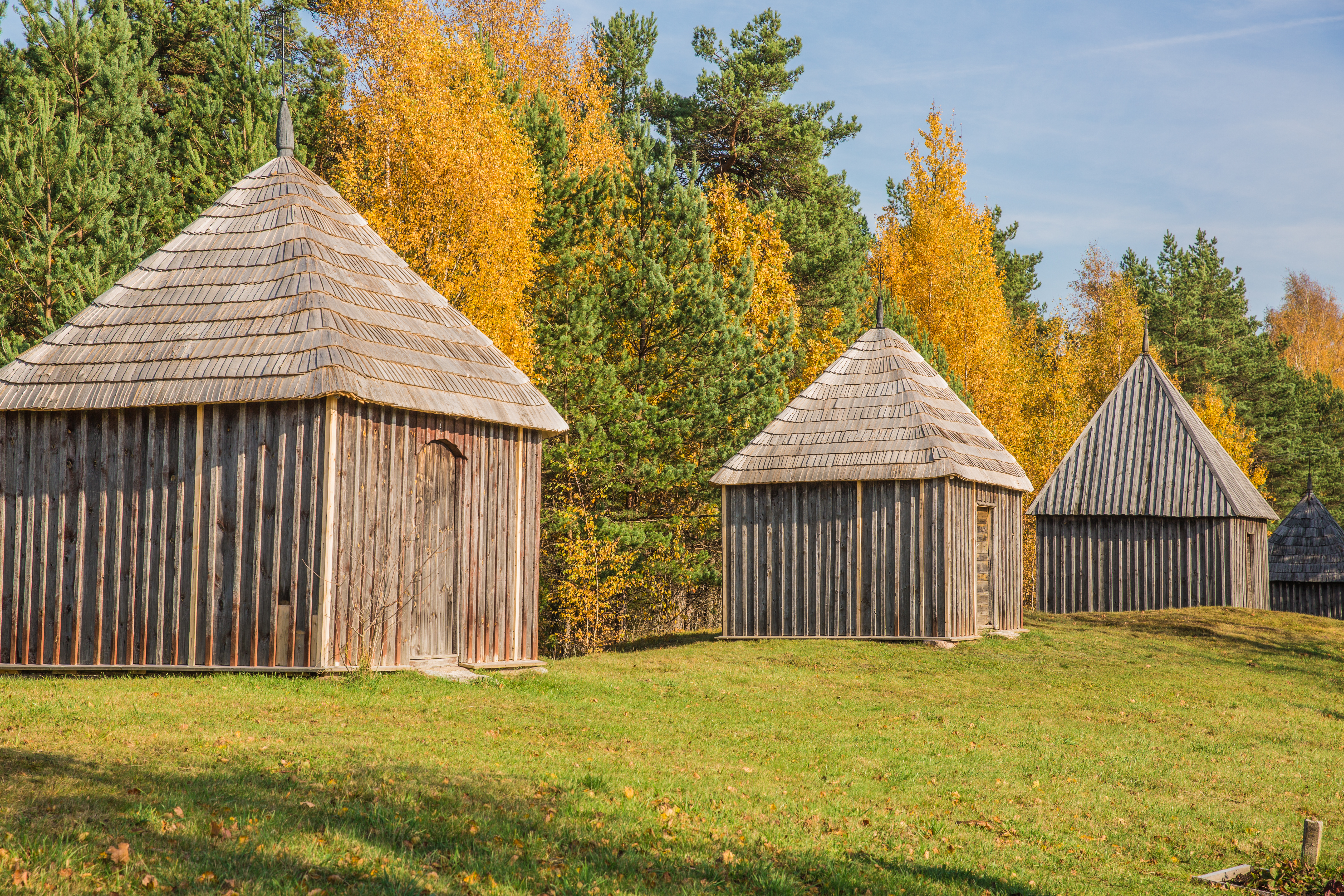
Кальвария
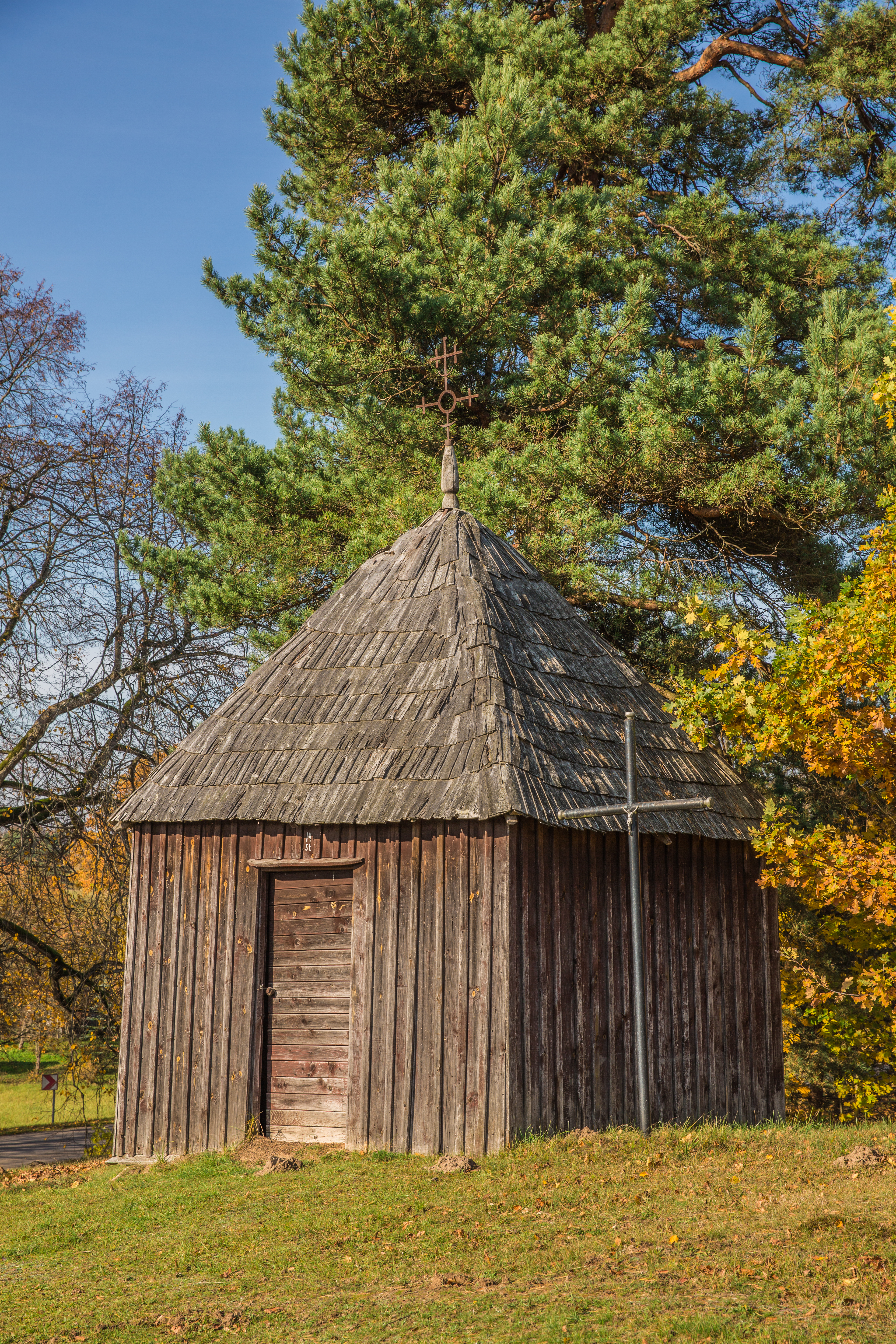
Часовня
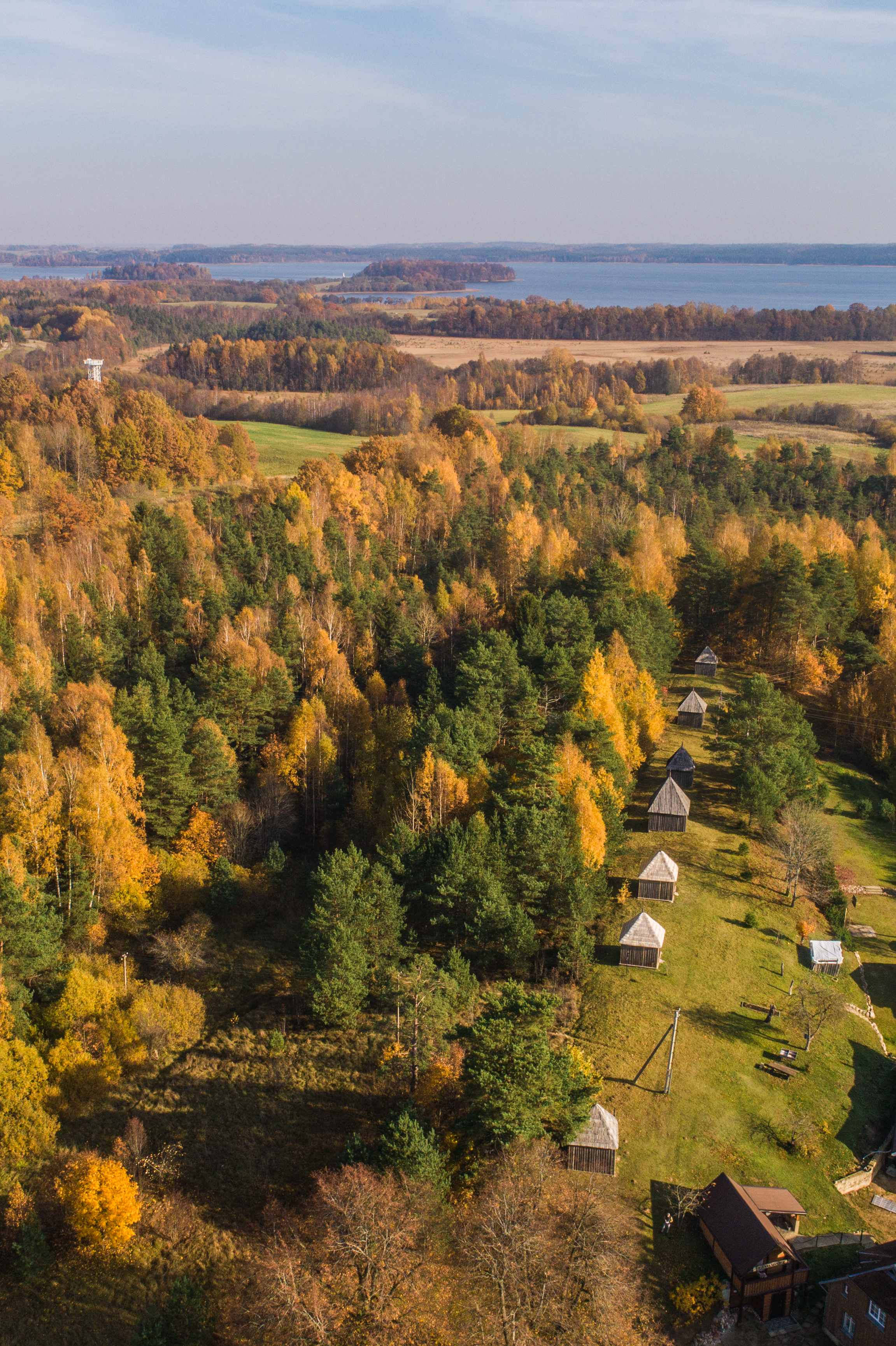
Кальвария